# Кэпшоу, Джессика
Джессика Кэпшоу (англ. Jessica Capshaw; род. 9 августа 1976) — американская актриса, наиболее известная по роли доктора Аризоны Роббинс в сериале «Анатомия страсти».

## Биография
Джессика Кэпшоу родилась в городе Колумбия штат Миссури. Её мать — известная актриса и продюсер Кейт Кэпшоу, а отец, Роберт Кэпшоу, был коммерческим директором, директором по маркетингу, а также директором школы. Родители Джессики развелись, когда ей было три года. Джессика является падчерицей Стивена Спилберга, за которого её мать вышла замуж 12 октября 1991 года.
Джессика Кэпшоу окончила Harvard-Westlake School в 1994 году и Брауновский университет в 1998 году, где получила степень бакалавра в области английской литературы. Затем она брала уроки актёрского мастерства в Королевской академии драматического искусства в Лондоне.
Свою актёрскую карьеру Джессика Кэпшоу начала во время учёбы в Брауновском университете, приняв участие в университетских постановках «Кошка на раскалённой крыше» и «Аркадия». В 1997 году состоялся её дебют на большом экране в фильме «Саранча». Затем она сыграла в таких фильмах, как «Кое-что о сексе» и «Любовное послание», а в 1999 году она снялась в качестве специально приглашённой актрисы в телесериале «Скорая помощь».
Впервые Кэпшоу была регулярным актёром в комедийном сериале Odd Man Out в сезоне 1999—2000 годов. После этого она присоединилась к двум последним сезонам правовой драмы «Практика», а в 2009 году получила роль доктора Аризоны Роббинс в сериале «Анатомия страсти», начиная с шестого сезона она была повышена до основного состава.

## Личная жизнь
С 22 мая 2004 года Кэпшоу замужем за Кристофером Гэвиганом, генеральным директором некоммерческой организации «Здоровый ребёнок, здоровый мир». У супругов четверо детей: один сын, Люк Хадсон Гэвиган (род. 8 сентября 2007), и три дочери: Ив Огюста Гэвиган (род. 20 октября 2010), Поппи Джеймс Гэвиган (род. 20 июня 2012) и Джозефин Кейт Гэвиган (род. 2 мая 2016).

## Фильмография
| Год       |     | Русское название       | Оригинальное название                         | Роль                   |
| --------- | --- | ---------------------- | --------------------------------------------- | ---------------------- |
| 1997      | ф   | Саранча                | The Locusts                                   | Пэтси                  |
| 1998      | ф   | Кое-что о сексе        | Denial                                        | Марша                  |
| 1999      | с   | Скорая помощь          | ER                                            | Салли Маккенна         |
| 1999      | ф   | Любовное послание      | The Love Letter                               | Келли                  |
| 1999—2000 | с   | —                      | Odd Man Out                                   | Джордан                |
| 2000      | ф   | —                      | Killing Cinderella                            | Бет                    |
| 2000      | кор | —                      | Big Time                                      | Клэр                   |
| 2001      | ф   | День святого Валентина | Valentine                                     | Дороти Уилер           |
| 2001      | тф  | —                      | The Back Page                                 | н/д                    |
| 2002      | ф   | —                      | The Mesmerist                                 | Дейзи Валдемар         |
| 2002      | ф   | Особое мнение          | Minority Report                               | Иванна                 |
| 2002      | тф  | —                      | Romeo Fire                                    | н/д                    |
| 2002—2004 | с   | Практика               | The Practice                                  | Джейми Стрингер        |
| 2003      | ф   | Вид сверху лучше       | View from the Top                             | бортпроводница         |
| 2005      | с   | На запад               | Into the West                                 | Рейчел Уилер           |
| 2006      | ф   | Мальчишник             | The Groomsmen                                 | Джен                   |
| 2006      | с   | Кости                  | Bones                                         | Ребекка Стинсон        |
| 2006      | тф  | Толстая и худая        | Thick and Thin                                | Мэри                   |
| 2007      | с   | Секс в другом городе   | The L Word                                    | Надя Карелла           |
| 2007      | тф  | Слепое доверие         | Blind Trust                                   | Кэсси Стюарт           |
| 2007      | тф  | —                      | Untitled David Kohan/Max Mutchnick TV Project | Мелани                 |
| 2009      | с   | Тяжёлый случай         | Head Case                                     | н/д                    |
| 2009—2018 | с   | Анатомия страсти       | Grey’s Anatomy                                | доктор Аризона Роббинс |
| 2010      | тф  | —                      | One Angry Juror                               | Сара Уолш              |
| 2014      | мф  | Герой цветного города  | The Hero of Color City                        | утка                   |
| 2020      | ф   | Пара на праздники      | Holidate                                      | Эбби                   |